# Right Now (Rihanna)
Right Now è il terzo singolo internazionale, quarto americano, del 2013 di Rihanna in collaborazione con David Guetta estratto dall'album Unapologetic. Il singolo è stato destinato alle radio contemporary hit negli Stati Uniti il 28 maggio 2013 come quarto singolo estratto. Il singolo è stato scritto e prodotto dagli Stargate. Il brano ha ricevuto recensioni positive dai critici musicali. In seguito al lancio di Unapologetic, il brano si è imposto in alcune classifiche mondiali.
Rihanna torna sulla scena collaborando con David Guetta dopo Who's That Chick?, che era stato proposto nel rilancio dell'album One Love.

## Accoglienza
Il brano ha ricevuto recensioni positive da parte dei critici, che lo hanno definito uno dei piatti forti di Unapologetic. Smokey Fontaine dal The Huffington Post ha approvato la collaborazione di Rihanna con David Guetta e ha scritto: "Right Now è una futura numero 1 che sembra già un successo... proprio perché è così bella". Jon Caramanica dal The New York Times ha dato una buona recensione al brano e all'altra collaborazione con David Guetta Phresh Out the Runway dichiarando che sono "incantevolmente gutturali" nonostante sembrino stridenti.

## Successo commerciale
In seguito al lancio di Unapologetic, il brano è spuntato nelle classifiche di alcuni Paesi per via delle forti vendite digitali. Il brano ha esordito nella Irish Singles Chart alla numero 77 il 22 novembre 2012. In Regno Unito, è sbucato nella Official Singles Chart alla numero 36 il 25 novembre 2012, divenendo il brano di Rihanna più alto in classifica, e alla numero sette nella UK Dance Chart la settimana stessa. Il 25 febbraio 2013, Right Now apre i battenti nella classifica dei singoli più venduti in Australia alla numero 39. Il brano è stato anche coronato disco di oro nel Paese per aver venduto oltre 35 000 copie nonostante non sia stato ancora lanciato come singolo.

## Classifiche
| Classifica (2013)   | Posizione massima |
| ------------------- | ----------------- |
| Australia           | 39                |
| Austria             | 25                |
| Belgio (Fiandre)    | 34                |
| Belgio (Vallonia)   | 37                |
| Canada              | 32                |
| Costa Rica          | 5                 |
| Danimarca           | 36                |
| Francia             | 31                |
| Germania            | 43                |
| Giappone            | 25                |
| Irlanda             | 52                |
| Italia              | 58                |
| Paesi Bassi         | 54                |
| Regno Unito         | 36                |
| Stati Uniti         | 50                |
| Stati Uniti (Dance) | 33                |
| Svizzera            | 32                |
| Svezia              | 25                |